# Parlamento di Nauru
Il Parlamento di Nauru è l’organo legislativo statale dell'omonimo Stato insulare del Pacifico. È composto da 19 membri eletti con il Metodo Borda dai cittadini di Nauru.

## Storia e funzionamento
Il Parlamento nauruano è di tipo monocamerale e fu fondato nel 1968, a seguito della dichiarazione d'indipendenza dell'isola. Il suo funzionamento è regolato dalla quarta sezione della costituzione di Nauru.
I deputati sono 19, eletti a suffragio universale diretto dai cittadini che hanno compiuto il ventesimo anno d'età. Ogni circoscrizione in cui è divisa l'isola elegge un certo numero di deputati.
Le sessioni della camera sono presiedute da uno dei deputati, eletto dai suoi colleghi alla carica di presidente del Parlamento (in inglese speaker), che non può essere al contempo ministro e/o presidente della Repubblica.
Le legislature durano in carica tre anni.
Al Parlamento spetta l'elezione del presidente della Repubblica (che è al contempo capo dello Stato e primo ministro), che nomina da quattro a cinque deputati come ministri. L'esecutivo risponde delle sue azioni al parlamento (art.17 della Costituzione), che può destituirne uno o più membri mediante una mozione di sfiducia (art.24).
Il funzionamento del Parlamento nauruano si conforma a quello della Camera dei Comuni britannica, ma con alcune differenze: la principale è la presenza di una Costituzione scritta che limita i poteri dell'assemblea (formalmente assente nel Regno Unito). Inoltre, dato che i deputati si presentano tutti come indipendenti, il panorama di maggioranza e opposizione è estremamente volubile: frequenti sono i "cambi di casacca".

### Sviluppi recenti
Nelle elezioni del 24 aprile 2010, indette a seguito dello scioglimento del parlamento deciso dal presidente Marcus Stephen, c'è stato un sostanziale pareggio tra le due fazioni principali (tra i 18 membri eletti, di cui 12 indipendenti e 6 di Nauru First, 9 si sono collocati all'opposizione e 9 col presidente Stephen), risultato confermato nella nuova tornata elettorale tenutasi a giugno. Il parlamento è rimasto dunque bloccato, incapace di operare, fino a che le due parti si sono accordate per eleggere a presidente della Camera Ludwig Scotty, espressione dell'opposizione. A seguito di ciò, il presidente Stephen e il suo successore Sprent Dabwido (suo alleato) hanno promulgato un decreto per portare i seggi a 19, numero dispari per evitare nuovi stalli. Tale decreto è stato approvato a fine 2012; pertanto dalle elezioni del 2013 il numero di seggi è salito da 18 a 19.

## Presidente della camera
Lo speaker è la seconda carica dello stato. Viene eletto dai membri del parlamento stesso, e non ha diritto di voto.
Dopo le elezioni di aprile 2010 era stato eletto speaker Godfrey Thoma. Il suo mandato, complice la situazione di stallo della camera, terminò nel giugno 2010, allorché, a seguito di nuove elezioni, la nuova camera elesse Ludwig Scotty.

### Lista dei presidenti
| Nome                | Durata in carica                  |
| ------------------- | --------------------------------- |
| Itubwa Amram        | 1968–1971                         |
| Kenas Aroi          | 1971-1977                         |
| David Peter Gadaroa | ? - 1981                          |
| Reuben Kun          | 1981 - 1986 ?                     |
| René Harris         | 1986 - ?                          |
| Derog Gioura        | ? - ?                             |
| Maein Deireragea    | ? - ?                             |
| Kennan Adeang       | ? - ?                             |
| Ludwig Scotty       | 2000 - 2003 ?                     |
| Godfrey Thoma       | 6 maggio 2003 – 7 maggio 2003     |
| Fabian Ribauw       | 29 maggio 2003 – 2003             |
| Russell Kun         | 2003–2004                         |
| Vassal Gadoengin    | Ottobre 2004 – 15 dicembre 2004   |
| Valdon Dowiyogo     | 27 dicembre 2004 – Dicembre 2007  |
| Riddell Akua        | Dicembre 2007 – 18 marzo 2008     |
| David Adeang        | 20 marzo 2008 – 2008              |
| Riddell Akua        | 29 aprile 2008 – 2010             |
| Godfrey Thoma       | 13 maggio 2010 – 18 maggio 2010   |
| Dominic Tabuna      | 1º giugno 2010 – 4 giugno 2010    |
| Aloysius Amwano     | 2 luglio, 2010 – 2010             |
| Landon Deireragea   | 9 luglio 2010 - 2010              |
| Ludwig Scotty       | 1º novembre 2010 - 18 aprile 2013 |
| Landon Deireragea   | 18 aprile 2013 - 25 aprile 2013   |
| Godfrey Thoma       | 25 aprile 2013 – 11 giugno 2013   |
| Ludwig Scotty       | 11 giugno 2012 - 13 luglio 2016   |
| Cyril Buraman       | 13 luglio 2016 - 27 agosto 2019   |
| Marcus Stephen      | 27 agosto 2019 - in carica        |